# Markus Babbel
Markus Babbel, född 8 september 1972 i München i Tyskland, är en före detta professionell fotbollsspelare som spelade som höger- eller mittback och som efter spelarkarriären har blivit tränare. I maj 2010 blev han utsedd till tränare för Hertha BSC.
Under spelarkarriären vann han UEFA-cupen två gånger, 1996 med Bayern München och 2001 med Liverpool. Han gjorde 51 framträdanden i det tyska landslaget och var med när man vann EM 1996. Han deltog även i landslaget vid VM 1998 och EM 2000.

## Spelarkarriär
Babbel slog sig fram genom tyska bundesliga-laget Bayern Münchens ungdomslag och startade i åtta och blev inbytt i fyra ligamatcher för klubben innan han flyttade till Hamburger SV i augusti 1992. Efter två säsonger som ordinarie i HSV flyttade han tillbaka till Bayern München 1994. I Bayern startade han ytterligare 167 matcher innan Liverpools dåvarande manager Gérard Houllier knöt honom till sig som bosman i juni 2000.
Han var en viktig del i det Liverpoollag som säsongen 2000-2001 lyckades vinna fem troféer, hans karaktäristiska löpningar längs högerkanten ledde fram till många mål för laget, bland annat i Uefacup-finalen 2001. Babbels liverpoolkarriär fick dock ett abrupt slut då han drabbades av Guillain-Barrés syndrom och missade hela säsongen 2001-2002. Efter att ha återhämtat sig tillbringade han den efterföljande säsongen i Liverpools reservlag innan han sommaren 2003 lånades ut till Blackburn Rovers. Trots relativt få framträdanden i Liverpool var han mycket omtyckt av fansen och röstades fram som nummer 53 på lagets officiella hemsidas omröstning "100 Players Who Shook The Kop".
Babbels sista klubb blev Stuttgart dit han flyttade i juli 2004. I januari 2007 meddelade han att han skulle sluta vid säsongens slut och i maj samma år skrev han på som assisterande tränare för Stuttgart. 

## Tränarkarriär
I november 2008 sparkades Stuttgarts tränare Armin Veh och Markus Babbel, som varit assisterande tränare i klubben sedan maj året innan, fick ta över rollen som huvudtränare. Säsongen 2008-2009 ledde Babbel laget till en tredjeplats i Bundesliga men han sparkades trots detta i juni 2009. I maj 2010 offentliggjorde Hertha BSC att man skrivit kontrakt med Babbel som huvudtränare inför säsongen 2010-2011. Hertha BSC hade säsongen tidigare blivit nedflyttade från Bundesliga.

## Meriter

### Klubblag
- Uefacupen (2): 1996, 2001
- Bundesliga (4): 1997, 1999, 2000, 2007
- Tyska ligacupen (3): 1997, 1998, 1999; tvåa 2005
- DFB-Pokal (2): 1998, 2000; tvåa: 1999, 2007
- Engelska Ligacupen (1): 2001
- FA-cupen (1): 2001
- Community Shield (1): 2001
- Uefa Super Cup (1): 2001
- Uefa Champions League: tvåa 1999

### Landslag
- Europamästerskapet i fotboll (1): 1996; deltog även 2000
- Världsmästerskapet i fotboll: deltog 1998